# Otto Schöpf
Otto Schöpf (* 5. Juli 1863 in Hohenems; † 30. Oktober 1929 in Mülheim an der Ruhr) war ein Heimatschriftsteller und Chefredakteur des Mülheimer Generalanzeigers.

## Leben
Der Sohn eines Musiklehrers wuchs in Trient auf. Nach dem Schulabschluss machte er in Meran eine Lehre als Schriftsetzer und begab sich als Geselle auf die damals übliche Wanderschaft, die ihn 1878 nach Mülheim an der Ruhr brachte. Zunächst nur mit den technischen Seiten des Drucks befasst, wurde er 1882 von dem Druckereibesitzer Hermann Blech in die Redaktion des 1881 gegründeten Mülheimer Generalanzeigers geholt. Insgesamt 43 Jahre – bis 1925 – wirkte er dort, zuletzt als Chefredakteur.
Sein besonderes Interesse galt der Heimatkunde. Er beschäftigte sich mit der Mülheimer Geschichte, erlernte Mölmsch Platt und wurde Mitglied – später Baas (Vorsitzender) – der Mülheimer Bürgergesellschaft „Mausefalle“. Von 1905 bis 1925 erschienen unter seiner Schriftleitung die „Vaterstädtischen Blätter“ als regelmäßige, heimatkundliche Beilage zum Mülheimer Generalanzeiger. Er gilt auch als Schöpfer der Mülheimer Figuren Jan und Hinnerk, deren „Streifzüge“ er von 1914 bis 1929 in 793 Episoden beschrieb.

## Weitere Quellen
- Stadtarchiv Mülheim an der Ruhr, Bestand 1550 Nr. 53
- Stadtarchiv Mülheim an der Ruhr, Bestand 1440